# Ланкастер (округ, Виргиния)
Округ Ланкастер (англ. Lancaster County) располагается в США, в штате Виргиния. По состоянию на 2010 год, численность населения составляла 11 391 человек.

## География
По данным Бюро переписи США, общая площадь округа равняется 598 км², из которых 344 км² суша и 254 км² или 42,4% это водоёмы.

### Соседние округа
- Ричмонд (Виргиния) — северо-запад
- Нортамберленд (Виргиния) — север
- Мидлсекс (Виргиния) — юг и юго-запад

## Демография
По данным переписи населения 2000 года в округе проживает 11 567 жителей в составе 5 004 домашних хозяйств и 3 412 семей. Плотность населения составляет 34 человека на км². На территории округа насчитывается 6 498 жилых строений, при плотности застройки 19 строений на км². Расовый состав населения: белые - 69,95%, афроамериканцы - 28,88%, коренные американцы (индейцы) - 0,14%, азиаты - 0,34%, гавайцы - 0,06%, представители других рас - 0,10%, представители двух или более рас - 0,54%. Испаноязычные составляли 0,61% населения.
В составе 21,20 % из общего числа домашних хозяйств проживают дети в возрасте до 18 лет, 54,70 % домашних хозяйств представляют собой супружеские пары проживающие вместе, 11,10 % домашних хозяйств представляют собой одиноких женщин без супруга, 31,80 % домашних хозяйств не имеют отношения к семьям, 28,70 % домашних хозяйств состоят из одного человека, 16,80 % домашних хозяйств состоят из престарелых (65 лет и старше), проживающих в одиночестве. Средний размер домашнего хозяйства составляет 2,23 человека, и средний размер семьи 2,71 человека.
Возрастной состав округа: 19,00 % моложе 18 лет, 5,00 % от 18 до 24, 19,60 % от 25 до 44, 28,00 % от 45 до 64 и 28,50 % от 65 и старше. Средний возраст жителя округа 50 лет. На каждые 100 женщин приходится 86,80 мужчин. На каждые 100 женщин старше 18 лет приходится 81,50 мужчин.
Средний доход на домохозяйство в округе составлял 33 239 USD, на семью — 42 957 USD. Среднестатистический заработок мужчины был 30 592 USD против 23 039 USD для женщины. Доход на душу населения был 24 663 USD. Около 9,90% семей и 12,50% общего населения находились ниже черты бедности, в том числе - 18,00% молодежи (тех кому ещё не исполнилось 18 лет) и 11,20% тех кому было уже больше 65 лет.